# Ride of Silence

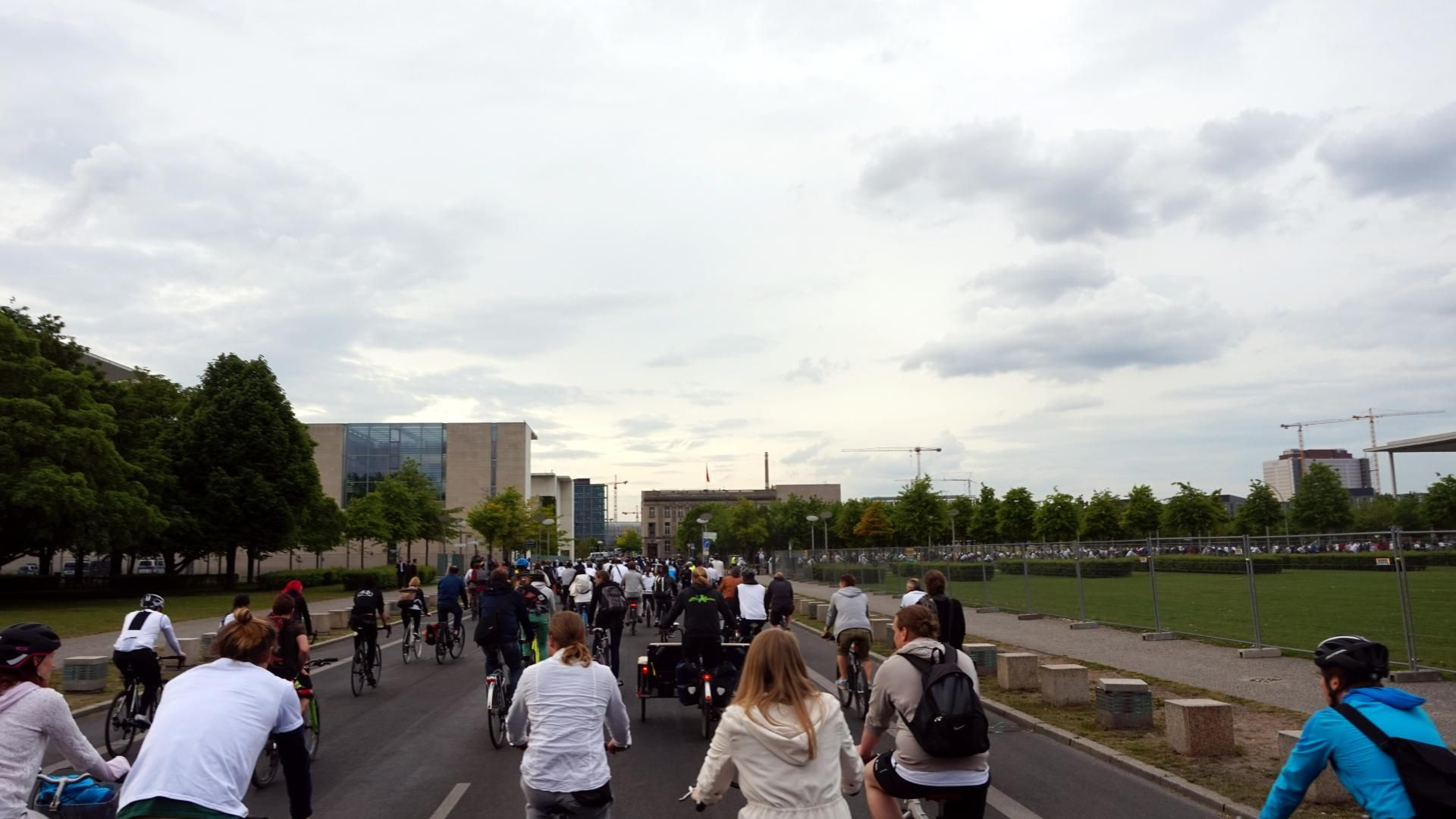
Ride of Silence in Berlin vor dem Bundeskanzleramt, 2015

Die Ride of Silence sind jährliche oder zu besonderen Anlässen stattfindende Fahrradveranstaltungen, mit denen auf öffentlichen Straßen getöteten und verletzten Radfahrern gedacht wird. Die Veranstaltung verläuft in der Art der Critical Mass, es wird allerdings schweigend geradelt.
Die Teilnehmer sind überwiegend weiß gekleidet. Der Korso fährt zu Unglücksorten, die mit weiß gestrichenen Fahrrädern (Geisterrädern) gekennzeichnet wurden,  und hält dort jeweils eine Schweigeminute ab.
Der erste Ride of Silence wurde 2003 in Dallas, Texas begangen. Seitdem wird der Ride of Silence jedes Jahr am dritten Mittwoch im Mai abgehalten. Im Jahr 2015 fanden Rides of Silence weltweit in 340 Städten in 20 Ländern statt.

## Situation in Deutschland
Der Ride of Silence wird in Deutschland nach Demonstrationsrecht mit Polizeibegleitung durchgeführt. 2015 fanden deutsche Rides in Berlin, Hamburg, Köln, Stuttgart, Hannover, Wiesbaden, Freiburg, Oldenburg und Osnabrück statt.
Er findet alljährlich am dritten Mittwoch im Mai statt.